# Pierre de Boissieu
Pierre de Boissieu, född 1945, är en fransk diplomat och tidigare fransk ambassadör vid Europeiska unionen. Pierre de Boissieu tillträdde posten som biträdande generalsekreterare för rådssekretariatet vid Europeiska unionens råd den 18 oktober 1999. 19 november 2009 utsågs de Boissieu till generalsekreterare för rådet, en post som han tillträdde den 1 december 2009. Denna post skapades i och med Lissabonfördraget. Tidigare var den höge representanten för GUSP tillika generalsekreterare, men Lissabonfördraget ändrar på detta arrangemang. Den 26 juni 2011 ersattes de Boissieu av Uwe Corsepius som generalsekreterare.